# Saison 1921-1922 de la LNH
Saison précédente Saison suivante
La saison 1921-1922 est la cinquième saison de la Ligue nationale de hockey. Chaque équipe a joué 24 parties.

## Saison régulière
C'est la première saison avec le nouveau système de qualification pour les séries éliminatoires de la Coupe Stanley. En effet, dans l'ancien système, la saison était divisée en deux parties et un classement était fait à l'issue de ces deux parties de saisons. Les deux équipes finissant en tête de ces deux classements se rencontraient en finale de la Ligue. Si la même équipe gagnait les deux parties, elle accédait directement en finale de la Coupe (cas des Sénateurs d'Ottawa en 1919-1920.
Dans le nouveau système, le classement n'est réalisé qu'à la fin de l'ensemble de la saison et à ce moment-là, les deux équipes finissant en première et seconde position s'affrontent en finale.

### Classement
| Clt   | Équipe                  | PJ | V  | D  | N | BP  | BC  | Pts |
| ----- | ----------------------- | -- | -- | -- | - | --- | --- | --- |
| +001, | Sénateurs d'Ottawa      | 24 | 14 | 8  | 2 | 106 | 84  | 30  |
| +002, | St. Patricks de Toronto | 24 | 13 | 10 | 1 | 98  | 97  | 27  |
| +003, | Canadiens de Montréal   | 24 | 12 | 11 | 1 | 88  | 94  | 25  |
| +004, | Tigers de Hamilton      | 24 | 7  | 17 | 0 | 88  | 105 | 14  |

- Champion de la saison régulière
- Qualifié pour la finale de la ligue

### Statistiques
| Joueur           | Équipe            | PJ | B  | A  | Pts | Pun |
| ---------------- | ----------------- | -- | -- | -- | --- | --- |
| Punch Broadbent  | Ottawa            | 24 | 32 | 14 | 46  | 28  |
| Cy Denneny       | Ottawa            | 22 | 27 | 12 | 39  | 20  |
| Cecil Dye        | Hamilton, Toronto | 24 | 31 | 7  | 38  | 39  |
| Harry Cameron    | Toronto           | 24 | 18 | 17 | 35  | 22  |
| Joe Malone       | Hamilton          | 24 | 24 | 7  | 31  | 4   |
| Corb Denneny     | Toronto           | 24 | 19 | 9  | 28  | 28  |
| Reg Noble        | Toronto           | 24 | 17 | 11 | 28  | 19  |
| Sprague Cleghorn | Montréal          | 24 | 17 | 9  | 26  | 80  |
| Billy Boucher    | Ottawa            | 23 | 13 | 12 | 25  | 12  |
| Odie Cleghorn    | Montréal          | 24 | 21 | 3  | 24  | 26  |

## Séries éliminatoires de la Coupe Stanley

### Finale de la Ligue
La finale a lieu entre les St. Patricks de Toronto et les Sénateurs d'Ottawa.
- 11 mars : Toronto 5-4 Ottawa
- 13 mars : Ottawa 0-0 Toronto

Toronto se qualifie pour la finale de la Coupe Stanley et gagne le Trophée O'Brien

### Finale de la Coupe Stanley
La finale de la Coupe Stanley a lieu entre les Millionnaires de Vancouver de l'Association de hockey de la Côte du Pacifique et les St. Patricks de Toronto, en alternant les règles de la PCHA et celles de la LNH. Tous les matchs se jouent à Toronto.
- 17 mars : St. Patricks 3-4 Millionnaires
- 21 mars : St. Patricks 2-1 Millionnaires (en prolongation)
- 23 mars : St. Patricks 0-3 Millionnaires
- 25 mars : St. Patricks 6-0 Millionnaires
- 28 mars : St. Patricks 5-1 Millionnaires

Toronto gagne la série 3 matchs à 2 ainsi que la Coupe Stanley.